# Dasyvalgus beccarii
Dasyvalgus beccarii är en skalbaggsart som beskrevs av Raffaello Gestro 1891. Dasyvalgus beccarii ingår i släktet Dasyvalgus och familjen Cetoniidae. Inga underarter finns listade i Catalogue of Life.